# Beniamin Majerczak
Beniamin Majerczak (ur. 2 lipca 1917 we Włocławku, zm. 25 marca 2005 w Tel Awiwie) – polski działacz kombatancki w Izraelu, prezydent Stowarzyszenia Żydowskich Weteranów Wojennych Walczących w Jednostkach Wojska Polskiego w Izraelu.

## Życiorys
Członek Poalej Syjon – Lewicy. Podczas kampanii wrześniowej 1939 brał udział w obronie Warszawy. Okres II wojny światowej spędził w Związku Radzieckim, gdzie początkowo był więziony w obozach pracy przymusowej. Z czasem wstąpił do I Armii ludowego Wojska Polskiego (służył w stopniu kapitana w I Dywizji im. Tadeusza Kościuszki). Walczył na szlaku Lenino-Budziszyn; podczas walk został ranny. Po zakończeniu wojny wrócił do Polski i zamieszkał w Łodzi. Wkrótce jednak wyjechał do Izraela i zamieszkał w Tel Awiwie.
Był prezydentem Stowarzyszenia Żydowskich Weteranów Wojennych Walczących w Jednostkach Wojska Polskiego w Izraelu, sekretarzem generalnym Związku Żydów Polskich w Izraelu oraz przewodniczącym Związku Weteranów Wojsk Polskich.

## Działalność
Beniamin Majerczak przez wiele lat zajmował się poszukiwaniem śladów udziału Żydów w walkach formacji alianckich, a przede wszystkim w Wojsku Polskim podczas II wojny światowej. Wydał m.in.:
- 2001: Żydzi – żołnierze wojsk polskich polegli na frontach II wojny światowej
- 1996: Jewish prisoners-of-war murdered by Germans in the Lublin district 1939-1943

## Odznaczenia
- 1999: Krzyż Komandorski Orderu Zasługi Rzeczypospolitej Polskiej